# Guds ord

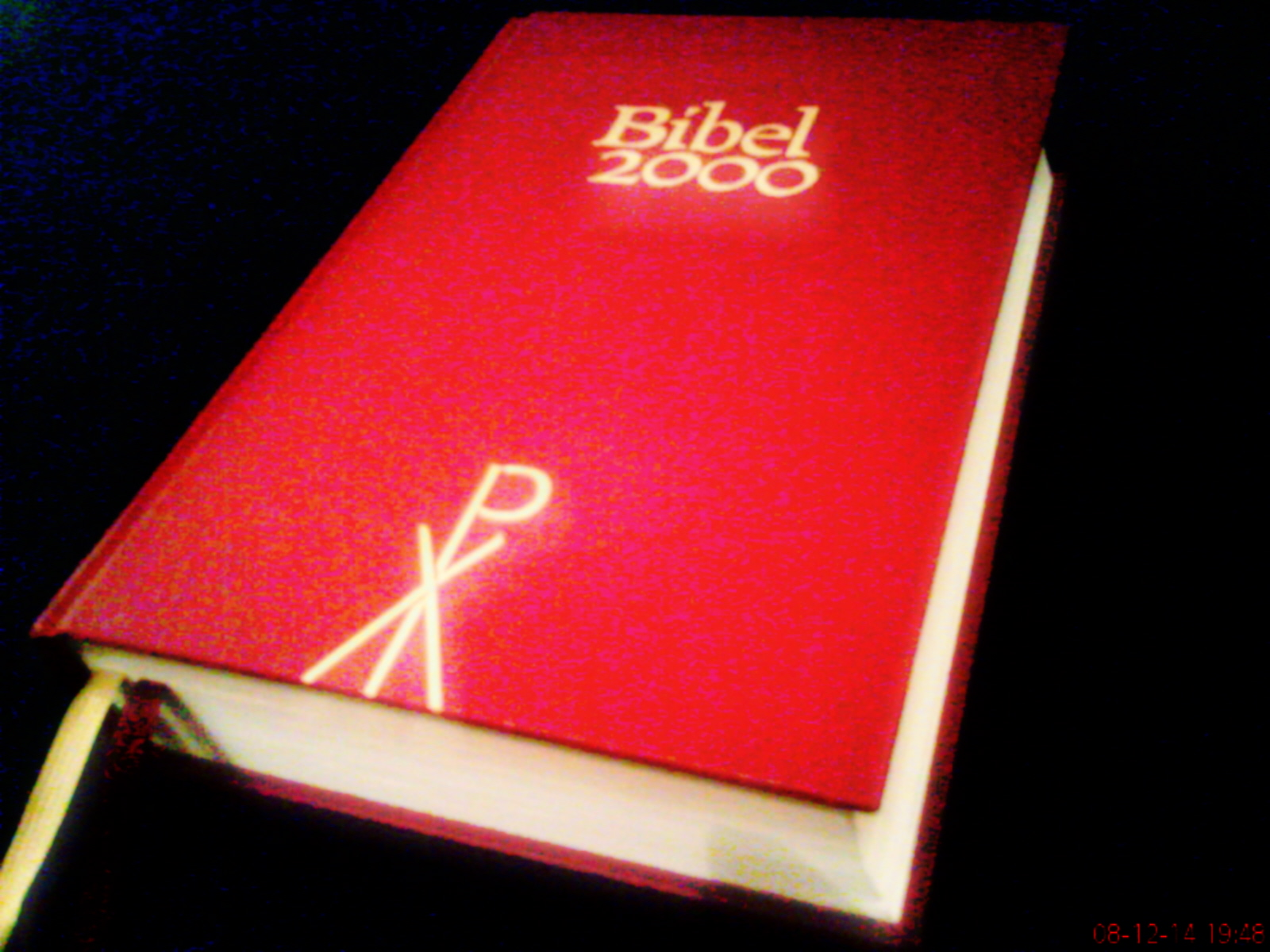
Bibeln ses ofta som Guds ord inom kristendomen.

Guds ord är i Gamla Testamentet uttrycket för Guds suveräna vilja; det är genom hans ord som världen blev till. Genom sitt ord, uttryckt i Torah som gavs till Mose, uttrycker han sin osvikliga vilja med folket.
Profeterna framförde Guds ord enligt hans kallelse. Guds ord kom med tiden att identifieras med det skrivna ordet i Bibeln och är så också i Nya Testamentet, men här tillkommer något annat: I Johannesprologen (Joh. 1:1–14) nämns ”Ordet” (grekiska: λόγος logos) som världen blivit till genom. Detta ord skall ha blivit människa (eller ”kött”) och enligt en utbredd tolkning var Kristus (Jesus) själv från första början Guds ord.
I kristen teologi och enligt trinitarisk tolkning betecknar Logos därför Sonen som den andra personen i gudomen, Treenigheten. Samtidigt har Guds ord varit en vanlig benämning på Bibelordet och blev särskilt förekommande hos 1500-talets reformatorer, vilka ofta talade om predikan som Guds ord. Till exempel såg Martin Luther Bibeln som Guds ord.
Antitrinitariska kristna menar att ”Ordet” inte är synonymt med Jesus eller ”Messias” och att Johannesevangeliets första kapitel hänvisar till Guds sätt att uttrycka sig själv, hans anledning, syfte och planer, i synnerhet som de förts till handling.

### Fotnoter
1. ↑  Per Svensson (30 oktober 2016). ”Vi, de luthrade” (på svenska). Sydsvenskan. https://www.sydsvenskan.se/2016-10-30/vi-de-luthrade. Läst 21 oktober 2017.